# بوس (ترانه)
«بوس» تک‌آهنگی از هنرمند اهل ایالات متحده آمریکا بیانسه است که در ۱۶ دسامبر ۲۰۱۳ منتشر شد. این تک‌آهنگ در آلبوم بیانسه (آلبوم) قرار داشت.
این تک‌آهنگ در چارت‌های ، جزو ده ترانه اول قرار گرفت.